# Дашино (Калужская область)
Дашино — село в Мосальском районе Калужской области России. Административный центр сельского поселения «Село Дашино».

## География
Село находится на юго-западе региона, на реке Серпейка, запруженной в черте села, на расстоянии 92 километра от Калуги и 232 километра от Москвы.
Абсолютная высота 235 метров над уровнем моря.

### Климат
Климат умеренно континентальный с резко выраженными сезонами года: умеренно жарким и влажным летом и умеренно холодной зимой с устойчивым снежным покровом. Средняя температура июля до +21, января от −12 °C до −8. Тёплый период (с положительной среднесуточной температурой) длится 220 дней.

## Население
| 2002 | 2010 |
| ---- | ---- |
| 140  | ↘100 |

### Гендерный состав
По данным Всероссийской переписи населения 2010 года в гендерной структуре населения мужчины составляли 51 %, женщины — соответственно 49 %.

### Национальный состав
Согласно результатам переписи 2002 года, в национальной структуре населения русские составляли 90 %.

## Инфраструктура
Личное подсобное хозяйство.
Администрация сельского поселения

## Достопримечательности
В Дашино расположена недействующая церковь Космы и Дамиана. Основана не позже XVIII века, изначально деревянная, в 1915 году перестроена из кирпича в русском стиле. Была закрыта в первой половине XX века, затем помещение церкви использовалось как школа.

## Транспорт
Село доступно автотранспортом по автодороге «Мосальск — Дашино» (29 ОП МЗ 29Н-344). Остановка общественного транспорта «Дашино».